# صموئيل تشارلز بلاكويل
صموئيل تشارلز بلاكويل (بالإنجليزية: Samuel Charles Blackwell)‏ هو مناهض العبودية ‏ أمريكي، ولد في 1823، وتوفي في 1901.